# Fraktur
Cette page contient des caractères spéciaux ou non latins. S’ils s’affichent mal (▯, ?, etc.), consultez la page d’aide Unicode.

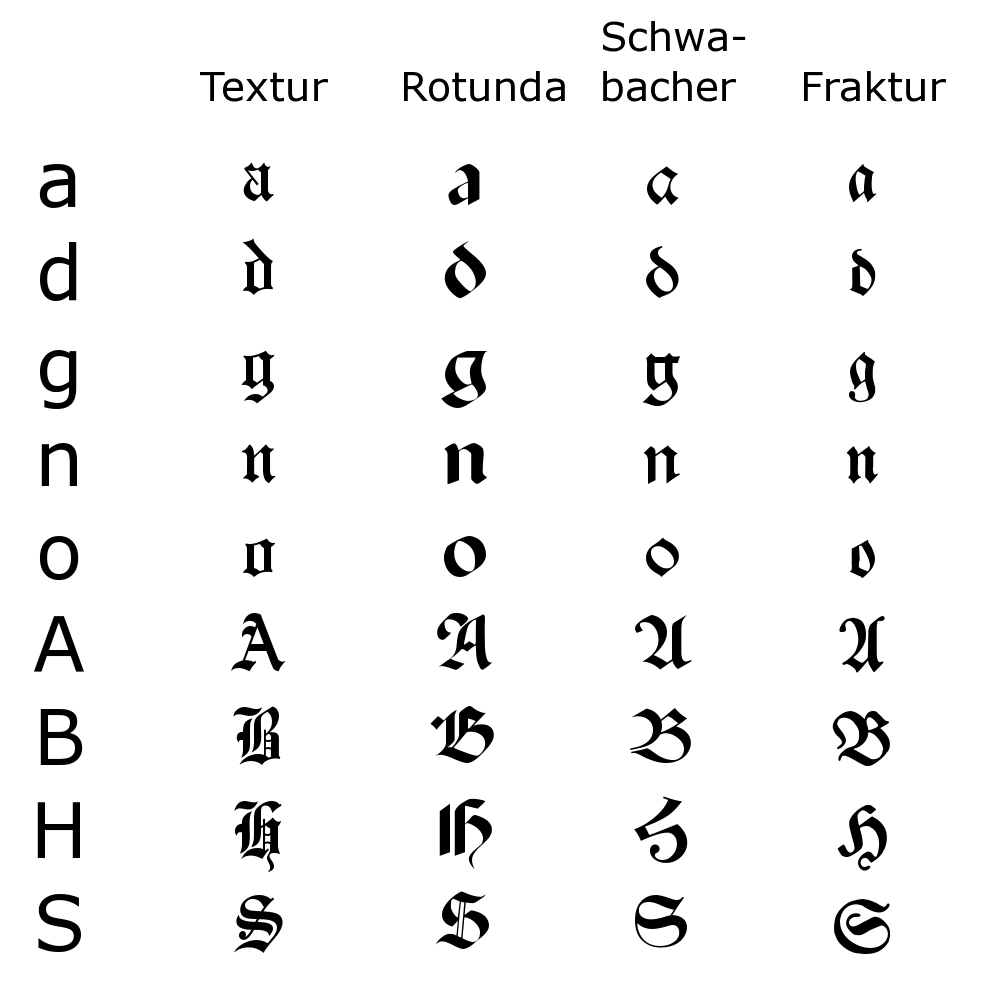
Comparaison de la Fraktur et les autres écritures gothiques

Alphabet allemand dit Kurrentschrift prédécesseur du Sütterlin

Les ornements de la Fraktur appelés « trompe d’éléphant » (Elefantenrüssel)

L'écriture Fraktur (en allemand : Frakturschrift), couramment appelée écriture gothique ou gothique allemande, est un type d'écriture gothique, version typographique de l'alphabet latin apparue en Allemagne au début du XVIe siècle et qui a perduré jusqu’au XXe siècle.

## Caractéristiques
La Fraktur est née d’une évolution de la textura, caractérisée par un resserrement extrême, des verticales très marquées et les courbes brisées évoquant l’arc de l’architecture gothique. Son nom vient précisément de son aspect brisé ou « fracturé », pour permettre aux mots de prendre moins de place et de rentrer sur une ligne. Elle est utilisée officiellement jusqu'en 1941 en Allemagne. Sa version manuscrite cursive était la Kurrentschrift, remplacée tardivement, et pour peu de temps, par la Sütterlinschrift. Les capitales sont en fait des majuscules : on les utilise en début de mot et de phrase, mais on ne compose pas de mots entiers en capitales : leur aspect compliqué et ornementé les rend difficilement lisibles. Certaines lettres capitales sont caractérisées par des sortes de volutes sinueuses appelées Elefantrüssel (trompe d’éléphant).
Le terme Fraktur est utilisé globalement pour désigner toutes les formes de « gothiques » allemandes, qui comprend outre la Fraktur elle-même, la Rotunda, la Schwabacher et autres variantes. Elle s'opposait à l’Antiqua, nom donné aux lettres latines telles que tracées et imprimées dans les autres pays d'Europe de l'Ouest, qui correspondent à nos lettres actuelles.

## Troisième Reich
Par une lettre circulaire datée du 3 janvier 1941, l'Allemagne adopta l'Antiqua pour tous les documents officiels (dont les noms de rue et les certificats de travail) et l'enseignement scolaire. Dans cette lettre, le substitut (Stellvertreter) du Führer écrivit « de la part du Führer » qu' « [i]l est faux de considérer l'écriture gothique comme étant allemande. En réalité cette soi-disant écriture gothique est constituée des lettres juives de Schwabach. » Les nazis déclarèrent que la typographie Schwabacher était l'invention d'imprimeurs juifs et qu'elle avait été répandue par des juifs vivant en Allemagne. À cette époque, quasiment tous les imprimés utilisaient l'écriture Schwabacher. Selon Yves Perrousseaux, déclarer l'alphabet Schwabacher comme étant juif n'était qu'un prétexte pour justifier que l'Allemagne change de police d'écriture ; selon lui, la police Schwabacher handicapait l'Allemagne dans tous les domaines internationaux, car cette écriture était « inexportable » et seuls les Allemands parvenaient à la lire. L'alphabet Schwabacher est une typographie radicalement différente de l'alphabet Fraktur. L'origine du nom de l'écriture Schwabacher est inconnue. Il est possible que la Schwabacher soit la version typographique de l'écriture manuscrite gothique bâtarde allemande.

## Particularités
- La Fraktur comporte deux graphies de la lettre s minuscule (s et ſ) selon la position de la lettre dans un mot; s toujours à la fin d'un mot, même s'il fait partie d'un mot composé, donc le s du génitif est toujours le s.
- Les majuscules I et J sont identiques.
- Les majuscules ne prennent pas de Umlaut (on note Ae, Oe et Ue au lieu de Ä, Ö, Ü).
- La Fraktur n'a traditionnellement pas de forme italique ou grasse : pour mettre en avant une partie d'un texte, on utilise une autre couleur (souvent le rouge) ou on augmente l’interlettre. Dans certains cas, on a recours à une police différente (par exemple la Schwabacher) pour faire ressortir un mot dans un texte en Fraktur.
- La Fraktur, comme la plupart des polices directement issues d’écritures manuscrites, a des majuscules qui ne sont pas des capitales : il n’est pas recommandé de mettre un mot entièrement en majuscule, la graphie des lettres rendant un tel mot difficile à lire.
- Les ligatures ch, ck, st et tz sont conservées en cas d’interlettre large (on peut les considérer alors comme un caractère)[2].

## Alphabet Fraktur en Unicode et utilisation en science
L'écriture Fraktur est considérée dans Unicode comme une variante stylistique de l'alphabet latin, au même titre que les autres styles de l’alphabet latin. Les lettres Fraktur ne sont donc incluses dans Unicode qu'à titre de symboles mathématiques, dans le bloc Mathematical Alphanumeric Symbols (1D400 - 1D7FF), où elles occupent les positions 1D504 à 1D537. En particulier, les ligatures ne sont pas disponibles.
- capitales :  {\displaystyle {\mathfrak {A,B,C,D,E,F,G,H,I,J,K,L,M,N,O,P,Q,R,S,T,U,V,W,X,Y,Z}}}
- minuscules :  {\displaystyle {\mathfrak {a,b,c,d,e,f,g,h,i,j,k,l,m,n,o,p,q,r,s,t,u,v,w,x,y,z}}}

Ces lettres sont utilisées notamment en mathématiques pour :
- {\displaystyle {\mathfrak {A}}_{X}}, le groupe alterné d'un ensemble X. Si X = {1,2,...,n} on note plutôt {\displaystyle {\mathfrak {A}}_{n}}.
- {\displaystyle {\mathfrak {a,b}}}, des idéaux d'un anneau commutatif.
- {\displaystyle {\mathfrak {c}}}, le cardinal du continu .
- {\displaystyle {\mathfrak {g}}}, l'algèbre de Lie associée à un groupe de Lie G. Plus généralement, on utilise la minuscule gothique correspondante.
- {\displaystyle {\mathfrak {H}}}, un espace de Hilbert séparable (surtout en mécanique quantique) : peu importe lequel, ils sont tous isométriques.
- {\displaystyle {\mathfrak {I}}(z)}, la partie imaginaire d’un nombre complexe z .
- {\displaystyle {\mathfrak {M}}}, désigne usuellement une classe monotone en théorie de la mesure.
- {\displaystyle {\mathfrak {M}}_{n,p}(K)}, l'ensemble des matrices à n lignes et p colonnes à coefficients dans un ensemble K. On le note couramment {\displaystyle {\mathcal {M}}_{n,p}(K)}.
- {\displaystyle {\mathfrak {P}}(E)}, l'ensemble des parties d'un ensemble E. On le note aussi couramment {\displaystyle {\mathcal {P}}(E)}.
- {\displaystyle {\mathfrak {p,q}}}, des idéaux premiers d'un anneau commutatif.
- {\displaystyle {\mathfrak {R}}(z)}, la partie réelle d’un nombre complexe z .
- {\displaystyle {\mathfrak {S}}_{X}}, le groupe symétrique d'un ensemble X. Si X = {1,2,...,n} on note plutôt {\displaystyle {\mathfrak {S}}_{n}}.
- {\displaystyle {\mathfrak {X}}_{V}(U)}, l'ensemble des champs de vecteurs définis sur un ouvert U d'une variété différentielle V.